# South Ockendon
South Ockendon est une ville et une ancienne paroisse civile de l'Essex, en Angleterre.